# Josef Wirth (Bildhauer)
Josef Wirth (* 5. Februar 1884 in Schwabach; † 6. April 1941 in München) war ein deutscher akademischer Bildhauer.

## Leben
Josef Wirth wuchs bei seinen Eltern in Schwabach auf, die ihren Lebensunterhalt als Werkmeister in der Hofseifenfabrik von Konrad Ribot verdienten. Wohl auf Anregung des kunstinteressierten Fabrikdirektors erlernte Josef bei dem ebenfalls aus Schwabach stammenden Bernhard Kittler das Bildhauerhandwerk. Seine Fertigkeiten vertiefte der 19-Jährige ab 22. Oktober 1903 in einem Studium der Bildhauerei an der Königlichen Kunstakademie München bei Professor Wilhelm von Rümann.
Bald darauf war er in Nürnberg beim Bruder seines früheren Lehrmeisters, bei Philipp Kittler, tätig. Schließlich ließ er sich als selbstständiger Bildhauer nieder. Zuletzt wohnte und arbeitete er in München.
Josef Wirth war Mitglied des Münchner Vereins für Christliche Kunst. Er wurde 57 Jahre alt.
Seine letzte Ruhestätte und die seiner Eltern auf dem Schwabacher Friedhof an der Limbacher Straße wird von einem Grabmal mit einer eindrucksvollen Christusfigur überragt.

## Werke
In Nürnberg wirkte er unter anderem an der Figurengruppe vor dem Eingang des Tiergartens mit. In Schwabach stammen verschiedene Werke von seiner Hand. So zum Beispiel das Kriegerdenkmal im Hof des alten Deutschen Gymnasiums, der ehemaligen Lehrerbildungsanstalt. Ferner in der katholischen Pfarrkirche St. Sebald die Elisabethgruppe und am Stadtparkspielplatz das Hirschdenkmal. Ein Brünnlein, das ein strickendes Mädchen zeigte und im Garten der Wengleinschen Villa stand, ist seit dem Zweiten Weltkrieg verschollen.
Zahlreiche Grabdenkmäler im 1914 neu angelegten Friedhof an der Limbacher Straße kommen aus seiner Werkstatt. Es waren unter anderem Aufträge der Familien Fensterer, Hering, Hoefler, Kohler, Meister und Schaffner. Die Grabstätte der Broncefabrikanten Weigand und Ibach besitzt neben Elementen des Jugendstils bereits Merkmale des Art déco. Der Heimatschriftsteller Heinrich Krauß beschrieb im Jahre 1930 die Friedhofsanlage und erwähnte noch die heute nicht mehr vorhandenen Monumente der Familien Engelhardt und Wolter.
Für den Markt Schnaittach fertigte der Künstler 1928 ein Kriegerdenkmal für die Opfer des Ersten Weltkrieges.
Ein weiteres Denkmal für die Gefallenen des Ersten Weltkrieges wurde am 9. November 1930 in der Kirche St. Maria Magdalena in Tennenlohe enthüllt.